# Nada Yoga
Nada yoga är ett mycket gammalt indiskt system; det är både ett filosofiskt system och en läkekonst, och som namnet antyder en form av yoga. Systemets teoretiska och praktiska aspekter bygger på premissen att hela kosmos och allt som existerar i kosmos, inklusive människan, består av ljudvibrationer, nada. Tanken är att det är ljudenergi i rörelse snarare än materia och partiklar som utgör kosmos byggstenar. Nada yoga kan sägas vara studiet och utforskandet av den konkreta och potentiellt kraftfulla inverkan som ljudvibrationer kan utöva på det mänskliga sinnet och medvetandet.
Samtidigt är nada yoga också ett sätt att med vördnad närma sig och förhålla sig till ljud. Ljud och musik blir i detta sammanhang något mer än bara sinnesobjekt och källor till sinnligt välbehag; ljud och musik anses därutöver kunna spela rollen som ett potentiellt medium för att åstadkomma en fördjupad enhet med både det yttre och det inre kosmos. Nada yogas bruk av ljudvibrationer och resonanser tillämpas dessutom för att exempelvis åstadkomma lindrande effekter på diverse problematiska psykologiska och själsliga tillstånd, men också för att höja medvetandenivån genom påverkan av de inom indisk filosofi postulerade energicentra som kallas chakras. Musik har använts av flertalet indiska helgon, siare och profeter som ett viktigt och kraftfullt redskap i strävan efter uppnående av nirvana; namn som kan nämnas här innefattar Thyagaraja, Kabir, Meerabai, Namdeo, Purandaradasa och Tukaram.
Nada yoga-systemet delar in musik i två kategorier: inre musik, anahata, och yttre musik, ahata. Medan den yttre musiken förmedlas till medvetandet via sinnesorgan i form av öronen, i vilka mekanisk energi omvandlas till elektrokemisk energi som sedan hjärnan transformerar till upplevelser av ljud, så är det hjärtchakrat, anahata chakra, som anses svara för mottagandet av den inre musiken, men då inte som ett vanligt sensoriskt organ. Begreppet anahata refererar till ens egna, personliga ljudvibrationer, vilka tänks vara så intimt sammanhörande med det egna jaget och självet att en människa inte kan dela sin anahata med någon annan människa. Alla människor har sin exklusiva och strikt personliga vibration. Men den enskilda individen kan enligt nada yoga ”lyssna in sig på” sin egen anahata, sin egen ”inre musik”, och utnyttja den. Detta är dock ett åtagande som förutsätter både intresse, tålamod och vilja. Enligt nada yoga kan en sådan process av kultiverad medvetenhet och sensibilitet leda till ökad harmoni och avspänning. Men inte bara det; man menar att även självförverkligande kan uppnås, vilket inte sällan är målet för personer som ägnar sig åt exempelvis meditation.
Anahata kan också definieras som ljud som inte är ett resultat av anslag, dvs. som inte åstadkommits av att ett föremål anbringats på ett annat föremål. Man talar här om icke-anslaget ljud i bemärkelsen icke-materiellt ljud. Termen kan dock tolkas på skilda sätt. För vissa syftar begreppet på AUM, ett slags ursprungligt kosmiskt ljud som sägs representera den ursprungliga vibration som sedan förkroppsligade sig i allt som existerar i universum. För somliga utövare av pranayama är anahata det obrutna, "eviga" ljud som ett sådant utövande kan uppenbara. För vissa är det helt enkelt detsamma som brahman (och har även dyrkats som just brahman). Och det finns de som i själva verket drar kopplingar till hjärtslagens konstanta dunkande. Inom nada yoga betraktas anahata som spontant, automatiskt och oändligt; det är ett ”dolt” ljud som inte känner några gränser. Till skillnad från yttre ljud och musik, som kännetecknas av oändlig mångfald och variation, är detta inre ljud eller denna inre musik unik och absolut.
Det finns en nära koppling mellan nada yoga och klassisk indisk musik. Nada yoga ser musik som en universell kraft, och då ljudvibrationer har förmåga att påverka människans sinne och kropp, kom detta mycket gamla system för helande att medvetet utnyttja musik och ljud på ett sätt som sammanfaller mycket väl med den klassiska indiska musikens idealistiska natur. Den indiska musiken kan - med sin säregna karaktär och struktur, sina stämningar och sin improvisationsmetodik - sägas representera en musikform som förenar estetik, psykologi, filosofi och andlighet. Musik betraktas här som ett redskap för att nå in till mer subtila, själsliga nivåer - bortom det sinnliga och flyktiga – och för att förmedla gudomliga tankar och uttrycka livets mystiska kvaliteter. Den indiska musikens ragor anses kunna ha en ”renande” verkan och befrämja ett upphöjt, öppet och meditativt sinnestillstånd hos åhöraren.
Redan för mycket länge sedan kom den indiska musiken att anta olika former för olika ändamål. Man utvecklade tidigt en speciell förståelse för musikens olika aspekter och uttryckssätt - tonfall, stämningar, rytmik etc. - för att åstadkomma balans eller önskad känslomässig respons hos lyssnaren. Intonation i vediska hymner och sånger utfördes med stor omsorg eftersom sättet att intonera och modulera ansågs ha gynnsamma eller ogynnsamma effekter. Vedaskrifterna och Upanishaderna nyttjades i kraft av sina rytmiska och ljudmässiga karaktärsdrag som upplyftande och helande källor. Man öppnade i den indiska musiken tidigt upp för terapeutiska tillämpningar i form av passande musik i varierande situationer, så överlappningen med nada yoga är tydlig.
Kunskapen om det praktiska utövandet inom nada yoga-traditionen gick till stora delar förlorad på grund av ett bristfälligt bevarande och en avsaknad av kodifiering. Systemet har emellertid återupplivats på senare år.